# Hryhorij Nyčyporuk
Hryhorij Nyčyporuk, cyrilicí Григорій Ничипорук, též Hryn Nyčyporuk, Гринь Ничипорук, byl rakouský politik rusínské (ukrajinské) národnosti z Haliče, během revolučního roku 1848 poslanec Říšského sněmu.

## Biografie
Roku 1849 se uvádí jako Gregor Nyczyporuk, hospodář v obci Dymycze.
Během revolučního roku 1848 se zapojil do veřejného dění. Ve volbách roku 1848 byl zvolen i na ústavodárný Říšský sněm. Zastupoval volební obvod Sňatyn. Tehdy se uváděl coby hospodář. Náležel ke sněmovní pravici. Patřil mezi ukrajinské poslance.